# Zayd ibn Hàritha
Zayd ibn Hàritha al-Kalbí (àrab: زيد بن حارثة الكلبي, Zayd b. Ḥāriṯa al-Kalbī) o, més senzillament, Zayd ibn Hàritha fou un esclau i després un mawla i fill adoptiu del profeta Mahoma. Es va casar a la Meca amb una mawlad de Mahoma de nom Baraka Umm-Ayman i va tenir a Ussama uns deu anys abans de l'Hègira. Ussama era negre i Zayd blanc, però per la semblança amb el pare no hi havia dubte que era fill seu. Es va casar altres vegades a Medina, després de l'Hègira. Va morir en la batalla de Muta, el 629, quan tenia entre 50 i 55 anys.